# Вычеховский, Онуфрий Августинович
Онуфрий Августинович Вычеховский (1778—1853) — российский государственный   деятель, сенатор, тайный советник (1841).

## Биография
В русской службе из службы польской с 1799 года.  В 1829 году произведён в  действительные статские советники. В  1841 году  произведён в тайные советники.
С 1841 по 1853 годы сенатор  присутствующий и первоприсутствующий в Варшавских департаментах Правительствующего сената и главный директор председательствующий в Комиссии юстиции Царства Польского. Был награждён всеми российскими орденами вплоть до ордена Святого Александра Невского пожалованного ему в 1852 году.

## Семья
Брат А. А. Вычеховский (1779—1844) — сенатор, тайный советник